# Roger Glover
Roger David Glover, född 30 november 1945 i Brecon, Wales, är en brittisk musiker, mest känd som basist i hårdrocksbandet Deep Purple.
Glover kom i kontakt med musiken då han lyssnade på de många band som spelade på hans föräldrars pub. Under det tidiga 1960-talet startade han sitt eget band, The Madistons. När gruppens sångare lämnade gruppen byttes han ut mot Ian Gillan och man ändrade gruppnamnet till Episode Six. Gruppen fick några mindre pophits fram till 1968 då gruppen sprack, och både Glover och Gillan gick över till Deep Purple.
Roger Glover lämnade gruppen 1973 efter ett tags osämja med gitarristen Ritchie Blackmore (som senare skulle komma att rekrytera Glover i Rainbow). Fram till 1984 hade han sedan små soloprojekt på gång. Mellan 1978 och 1984 spelade han i Rainbow, med vilka han medverkade på fem album. 1984 återförenades Deep Purple och Glover har sedan dess turnerat och spelat in album med gruppen i olika uppsättningar. Tillsammans med Ian Gillan spelade han in albumet Accidentally on Purpose utgivet 1988.

## Diskografi, solo
- 1974 – The Butterfly Ball and the Grasshopper's Feast
- 1978 – Elements
- 1984 – Mask
- 2002 – Snapshot